# Krëfel
 (février 2019).
Si vous disposez d'ouvrages ou d'articles de référence ou si vous connaissez des sites web de qualité traitant du thème abordé ici, merci de compléter l'article en donnant les références utiles à sa vérifiabilité et en les liant à la section « Notes et références ».
Krëfel est une chaine belge spécialisée dans la vente de l'électroménager, de matériels informatiques et audiovisuels (télévision et audio) ainsi que de cuisines.
Le réseau Krëfel représente aujourd'hui 75 points de vente répartis sur l'ensemble du territoire belge, sans compter ceux implantés au Luxembourg. La chaine emploie actuellement plus de 1 400 salariés et son chiffre d'affaires a dépassé les 300 millions d'euros en 2010.

## Historique
La chaine Krëfel est fondée en 1958 par Auguste Marcel Poulet, qui décide de lancer sa petite entreprise de vente de TV noir et blanc par correspondance, le nom de l'entreprise empruntant phonétiquement le nom de la ville allemande Krefeld située près d'Aix-la-Chapelle, M.A. Poulet un passionné des marques allemandes qui avait travaillé pour une société allemande spécialisée dans la fabrication des téléviseurs pas loin de Krefeld peu de temps avant de fonder sa propre société en Belgique. Il a baptisé sa société Krëfel car à l'époque les produits d'électroménager à consonance allemande avaient bonne réputation.
Une nouvelle loi sur la vente à distance incite A.M.Poulet à changer sa méthode de vente, il ouvre son premier magasin en 1965 à Schaerbeek, ensuite d'autres points de vente qui ne dépassent pas les 60 m2 chacun. Dans les années 1980, la chaine totalise une trentaine de magasins en Belgique, elle ouvrait en 1990 sa première surface de 1 000 m2. En 2006, Krëfel a ouvert son premier Megastore de 4 000 m2 à Anderlecht.
En juin 2019, Boulanger annonce l'acquisition de Krëfel, ayant 74 magasins en Belgique et 11 au Luxembourg.

## Implantation
Belgique : 73 magasins. 
 Luxembourg : 11 magasins. Les magasins au Luxembourg ont le nom de "Hifi International"